# Franz Jelinek
Franz Jelinek (Vienna, 19 luglio 1922 – 20 maggio 1944) è stato un calciatore tedesco, di ruolo attaccante.

## Carriera
Fu capocannoniere del campionato austriaco nel 1942 assieme a Ernst Reitermaier. Morì nel corso della Seconda Guerra Mondiale.